# Maja Shkurt
Maja Shkurt (alb. Maja Shkurt) – szczyt górski w Górach Północnoalbańskich (alb. Prokletije) na Półwyspie Bałkańskim. Położony jest w pobliżu Parku Narodowego Thethit. Główny wierzchołek ma wysokości 2499 m n.p.m. i sąsiaduje z Maja Lagojvet (2540 m n.p.m.). Jest otoczone przez kilka szczytów. Między innymi Maja e Jezercës (2694 m n.p.m.), Maja Kokervhake (2508 m n.p.m.), Maja Bojs (2461 m), Maja Prozmit (2452 m), Maja Visens (2517 m), Maja Shnikut (2554 m), Maja e Arapit (2217 m n.p.m.). Położony jest niedaleko granicy z Czarnogórą na terenie której od północy sąsiadują z nim szczyty Maja Vukoces (2450 m n.p.m.) i masyw Trojan (2190 m n.p.m.).